# 10BASE2
10BASE2 — спеціальний протокол передачі даних.

## Протокол фізичного рівня 10BASE2
Після 10BASE5 стала популярною специфікація 10BASE2. Назва 10BASE2 нагадує про максимальну довжину сегмента — близько 200 м. (точніше — 185).
Як середовище передачі 10BASE2 використовує тонкий коаксіальний кабель (thin Ethernet) з діаметром 0.89 мм, і зовнішнім діаметром 0.25 дюйма (близько 5 мм.) з хвильовим опором 50 Ом.
Такі характеристика мають кабелі RG-58/U, RG-58A/U, RG-58C/U.
Мережа часто називається «cheapernet». Мережа має шинну топологію.
Тонкий кабель можна підвести до ПК, а для підключення адаптерів до кабелю використовуються спеціальні BNC-трійники (T-connector). По кінцях сегменту встановлюють термінатори.

## Обмеження сегмента
Стандарт 10BASE2 підтримує до 30 вузлів в сегменті з довжиною не більше 185 м. Мінімальна відстань між вузлами дорівнює 0.5 — 1 м. При передачі сигнал розповсюджується в обох напрямках кабелю від точки підключення інтерфейсу..При використанні тонкого кабелю, інтерфейс має бути з максимально великим вхідним опором і повинен мати мінімальну можливу вхідну ємність, щоб вносити мінімальні похибки для сигналів, що розповсюджуються в сегменті

## Переваги 10BASE2
Перевірена технологія, просте встановлення і розширення мережі, екранування кабелю краще ніж для UTP.

## Недоліки 10BASE2
- Кабель менш завадостійкий
- Складніша локалізація несправностей, оскільки в каналі є велика кількість з'єднань (по 2 на кожен конектор)
- Кабель дорожче ніж UTP
- Від'єднання будь-якого одного кабелю повністю порушує роботоздатність сегмента мережі.